# Edgar Schultze
Edgar Schultze (* 1. November 1905 in Hamburg; † 6. Mai 1986 in Aachen) war ein deutscher Bauingenieur für Grundbau und Bodenmechanik sowie Professor an der RWTH Aachen.

## Leben
Der Sohn des Pastors Edgar Schultze aus Hamburg studierte an den Hochschulen in München, Wien und zuletzt in Berlin, wo er 1929 das Diplomexamen ablegte. Nach einer Tätigkeit als Regierungsbauführer in Hamburg, Frankfurt a. M. und Berlin promovierte er 1934 an der TU Berlin bei Arnold Agatz mit der Dissertation: Die nichtperiodischen Einflüsse auf die Gezeiten der Elbe bei Hamburg: Eine Anwendung der Korrelationsrechnung auf die Bestimmung der Hoch- und Niedrigwasserstände eines Tideflusses. Nach seiner Habilitation im Jahr 1936 wurde er zunächst wissenschaftlicher Mitarbeiter und 1943 außerplanmäßigen Professor.
Als ordentlicher Professor baute er ab 1949 die Bodenmechanik-Forschung an der RWTH Aachen auf und wurde zum Direktor des Instituts für Verkehrswasserbau, Grundbau und Bodenmechanik (VGB) ernannt.
Schultze beschäftigte sich zum Beispiel mit dem bodenmechanischen Verhalten von Sanden und Schluffen, Setzungsbeobachtungen und zulässigen Setzungen für Bauwerke (Bauingenieur 1957), Flachgründungen, Erddruck, Grundbruch, Böschungsstabilität (womit er sich unter anderem im Rahmen des Braunkohletagebaus beschäftigt hatte), Spundwänden und verfasste mit Heinz Muhs eine Monographie über Baugrunduntersuchungsmethoden. Außerdem befasste er sich mit Gründungsschäden historischer Gebäude – er war lange Zeit Gutachter für den Schiefen Turm von Pisa. Ab den 1970er Jahren befasste er sich auch mit Statistik im Grundbau.
Schultze war 1936 Mitarbeiter an dem Buch von Arnold Agatz Der Kampf des Ingenieurs gegen Erde und Wasser im Grundbau. 1977 verlieh ihm die TU Hannover die Ehrendoktorwürde der Fakultät für Bauwesen. Im Jahr 1968 gehörte er zusammen mit vielen anderen Professoren der RWTH Aachen zu den Unterzeichnern des „Marburger Manifestes“, das eine akademische Front gegen die aufkommende Mitbestimmung an den Hochschulen bildete.
Sein Nachfolger an der RWTH Aachen war ab 1974 Walter Wittke.

## Schriften
- Zusammen mit Heinz Muhs: Bodenuntersuchungen für Ingenieurbauten. Springer, 1950, 1967.
- Erdstatische Berechnungen. In: Mitteilungen des Instituts für Verkehrswasserbau, Grundbau und Bodenmechanik der Technischen Hochschule Aachen, 1967, Band 40.
- Abriß der Erdstatik. In: Mitt. VGB, 1973.
- Bodenmechanische Probleme von Sand. In: Mitteilungen VGB, 1970, Band 50.
- Standsicherheit von Böschungen. Grundbau-Taschenbuch, 1982.
- Standsicherheit von Grundbauwerke und Druckverteilung und Setzungen. Grundbau-Taschenbuch, 1966.
- Schiefe Türme, Baugrundtagung Hamburg 1968, S. 1 (und Die Standsicherheit schiefer Türme. In: Mitt. VGB, 1969, Nr. 47).
- Erhaltung und Sanierung von Baudenkmälern: Baugrund und Gründungen. In: Mitt. VGB, 1971, Nr. 53.